# 海聯I級貨櫃船
海聯I級貨櫃船（英文：I-class container ships）是日本海洋聯合和今治造船為海洋網聯船務建造的貨櫃船系列。最大載櫃量為24,136個20呎標準貨櫃，船隻在2023年開始投入服務。
I級貨櫃船是海洋網聯船務在成立後擴展運力計劃的一部分，她們能穩固公司船隊的競爭力，這批船亦是公司首次訂造載櫃量超過20,000個標箱的超大型貨櫃船。船隻在下水時是當時全球最大型的貨櫃船之一，僅次於當時載櫃量分別達到24,188個標箱的東方M級貨櫃船（第二代）和24,346個標箱的地中海伊麗娜級貨櫃船。

## 歷史

### 訂單
2019年12月，海洋網聯船務開始打算建造最多10艘載櫃量為23,000個標箱的貨櫃船，但由於2020年初新冠疫情爆發，造船計劃一度擱置。隨著航運市場在下半年持續好轉，海洋網聯船務在2020年12月24日正式與船東正榮汽船株式會社簽署為期15年的長期租賃意向書，租賃6艘24,000個標箱的極大巨無霸型貨櫃船，船隻採用雙島型設計，訂單將交由日本兩大造船商今治造船和日本海洋聯合負責建造，今治造船建造4艘；日本海洋聯合建造2艘，船隻預計在2023至2024年間交付。

### 投入服務
I級的一號船，由日本海洋聯合吳造船廠建造的「海聯創新」號在2023年12月9日正式下水，2024年4月16日在瀨戶內海伊予灘一帶進行海上公試，19日又在日向灘進行海上公試，至6月2日正式交付並投入服務。7月12日，今治造船丸龜造船廠建造的第一艘I級貨櫃船「海聯無限」號投入服務。7月25日，今治造船西條造船廠建造的第一艘I級貨櫃船「海聯誠信」號投入服務。12月23日，最後一艘I級貨櫃船「海聯智能」號投入服務，意味著六艘I級貨櫃船全數交付並投入至THE聯盟營辦的FE3航線。

### 屢破載櫃紀錄
2023年11月13日，「海聯誠信」號在開始第2次西行航次時，在新加坡港裝載了21,954個標箱，打破由長榮海運旗下的長範輪所創造，21,710個標箱的實際載櫃量紀錄。12月14日，「海聯創新」號在新加坡港裝載了22,000個標箱，再度打破紀錄，同時成為第一艘實際載櫃量達到22,000個標箱的貨櫃船。12月21日，「海聯機智」號在新加坡港裝載了22,071個標箱，第三度打破紀錄。12月31日，「海聯靈感」號在新加坡港裝載了22,129個標箱，第四度打破紀錄。
2024年1月14日，「海聯智能」號在新加坡港裝載了22,202個標箱，第五度打破紀錄。2月14日，「海聯無限」號在新加坡港裝載了22,206個標箱，以些微之差第六度打破紀錄。

## 設計

### 特徵

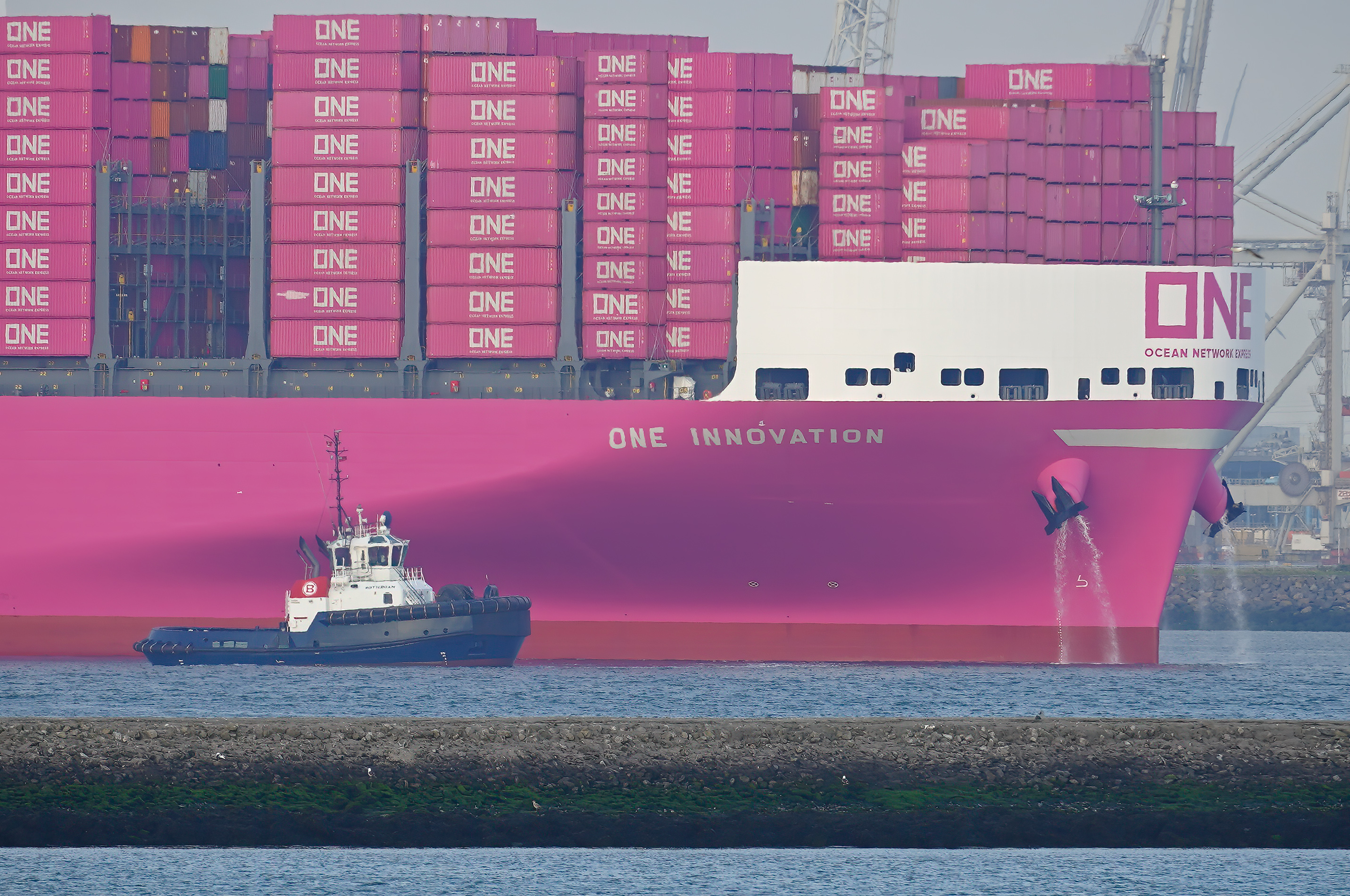
船艏安裝了導風罩的海聯創新號

海洋網聯船務在這次建造I級貨櫃船時，特意為她們的船艏安裝導風罩，以減少在航行期間的燃料消耗，從而令整體碳排放量降低。

### 規格與布局
I級貨櫃船船艙內可裝載22列×12層的貨櫃，甲板上則可裝載25列×13層的貨櫃。主機是由日本三井重工製造，曼恩能源設計設計的MAN-BMW 9G95ME-C10.6二行程9缸柴油引擎，其62,000匹馬力的輸出可以滿足船隻以時速22海里航行。
與一般的極大巨無霸型貨櫃船不同，I級貨櫃船的繫泊甲板被設計成可裝載集裝箱
，這使得船隻能裝載25列集裝箱，較普通極大巨無霸型貨櫃船的24列多出1列，而這列上可以裝載16行，4層高總計128個集裝箱。

## 船隻列表
6艘I級貨櫃船分別由日本海洋聯合和今治造船負責建造，其中4艘由今治造船負責（丸龜船廠造船編號：S-1901－1902，西條船廠造船編號：S-8251－8252），餘下2艘則交由日本海洋聯合負責（造船編號：5387－5388）。所有船隻均以I英文字母為首的名詞命名。
| 船名                   | 中文船名               | 造船編號               | IMO編號                | 呼號                   | 安放龍骨日期           | 下水日期               | 交付日期               | 狀態                   | 所有者                 | 備註                   | 參考資料               |
| 日本海洋聯合吳市造船廠 | 日本海洋聯合吳市造船廠 | 日本海洋聯合吳市造船廠 | 日本海洋聯合吳市造船廠 | 日本海洋聯合吳市造船廠 | 日本海洋聯合吳市造船廠 | 日本海洋聯合吳市造船廠 | 日本海洋聯合吳市造船廠 | 日本海洋聯合吳市造船廠 | 日本海洋聯合吳市造船廠 | 日本海洋聯合吳市造船廠 | 日本海洋聯合吳市造船廠 |
| ---------------------- | ---------------------- | ---------------------- | ---------------------- | ---------------------- | ---------------------- | ---------------------- | ---------------------- | ---------------------- | ---------------------- | ---------------------- | ---------------------- |
| ONE Innovation         | 海聯創新               | 5387                   | 9939137                | 5LKX7                  | 2020年12月21日         | 2023年12月9日          | 2023年6月2日           | 服役中                 | 正榮汽船               |                        | [ 11 ] [ 12 ]          |
| ONE Inspiration        | 海聯靈感               | 5388                   | 9939149                | 5LNG9                  | 2020年12月21日         | 2023年6月23日          | 2023年12月6日          | 服役中                 | 正榮汽船               |                        | [ 13 ] [ 14 ]          |
| 今治造船丸龜造船廠     |                        |                        |                        |                        |                        |                        |                        |                        |                        |                        |                        |
| ONE Infinity           | 海聯無限               | S-1901                 | 9933004                | 5LLL7                  | 2020年12月21日         | 2023年2月14日          | 2023年7月12日          | 服役中                 | 正榮汽船               |                        | [ 15 ]                 |
| ONE Ingenuity          | 海聯機智               | S-1902                 | 9933016                | 5LMZ3                  | 2020年12月21日         | 2023年7月10日          | 2023年12月1日          | 服役中                 | 正榮汽船               |                        | [ 16 ]                 |
| 今治造船西條造船廠     |                        |                        |                        |                        |                        |                        |                        |                        |                        |                        |                        |
| ONE Integrity          | 海聯誠信               | S-8251                 | 9933119                | 5LLG5                  | 2020年12月21日         | 2023年2月7日           | 2023年7月25日          | 服役中                 | 正榮汽船               |                        | [ 17 ]                 |
| ONE Intelligence       | 海聯智能               | S-8252                 | 9933121                | 5LNB8                  | 2020年12月21日         | 2023年7月26日          | 2023年12月23日         | 服役中                 | 正榮汽船               |                        | [ 18 ]                 |

## 關連項目

### 海洋網聯船務其他船隊
- 日郵飛鳥級貨櫃船
- 川崎M級貨櫃船

### 其他公司之極大巨無霸型貨櫃船
- 韓遠阿爾赫西拉斯級貨櫃船
- 地中海古爾松級貨櫃船
- 達飛雅克·沙狄級貨櫃船
- 長榮A級貨櫃船

## 外部連結
- （英文）海洋網聯船務首頁 （页面存档备份，存于）
- （英文）日本海洋聯合首頁 （页面存档备份，存于）
- （日語）今治造船首頁 （页面存档备份，存于）